# Орган (музыкальный инструмент)
Орга́н (лат. organum из др.-греч. ὄργανον ― инструмент, орудие) — клавишный духовой музыкальный инструмент. Большие концертные органы превосходят по габаритам все прочие музыкальные инструменты. Основу конструкции органа составляют духовые трубы разной длины и диаметра, устройство для нагнетания воздуха, пульт с клавиатурами, трактура. Звуковое своеобразие органа определяют специфические тембры («регистры»), набор которых индивидуален для каждого инструмента.

## Терминология
Древнегреческое слово «ὄργανον», а также латинское «organum», встречается в значении музыкального «орудия» в античных текстах разных авторов, среди которых Пиндар, Меланиппид, Платон, Боэций и др. У Аристотеля:

В самом деле, даже в неодушевленных предметах имеется такого рода способность (δύναμις), например, в [музыкальных] орудиях (ἐν τοῖς ὀργάνοις); про одну лиру говорят, что она способна [звучать], а про другую — что нет, если она неблагозвучна (μὴ εὔφωνος).— Метафизика, 1019b15
В Септуагинте (в Псалмах 136, 150, 151 Псалтири и др.) слово «ὄργανον» также означает музыкальный инструмент, но какой именно — неизвестно, ввиду отсутствия специфического музыкального контекста. Например, в Псалме 136:
| Септуагинта                                                  | Вульгата                                               | Славянская Библия (Юнгеров)                  | Синодальный перевод                                     |
| ------------------------------------------------------------ | ------------------------------------------------------ | -------------------------------------------- | ------------------------------------------------------- |
| ...ἐπὶ ταῖς ἰτέαις ἐν μέσῳ αὐτῆς ἐκρεμάσαμεν τὰ ὄργανα ἡμῶν. | …in salicibus in medio ejus suspendimus organa nostra. | На вербах среди его мы повесили органы наши. | …на вербах, посреди его [Сиона], повесили мы наши арфы. |

В позднеантичных текстах из общелексического значения [музыкальное] «орудие» выделяется специальное значение — музыкальный инструмент «орган», например, в начале VI в. у Боэция:

Тот род людей, который занимается инструментами, тратит на это весь свой труд, как, например, кифаред, или тот, кто демонстрирует своё ремесло на органе и других музыкальных инструментах (organo ceterisque musicae instrumentis).— Основы музыки, I.34
В русском языке слово «орга́н» по умолчанию обозначает духовой орган, но также используется по отношению к другим разновидностям, в том числе электронным (аналоговым и цифровым), имитирующим звук органа. Органы различают:
- по устройству — духовой, язычковый, электронный, аналоговый, цифровой;
- по функциональной принадлежности — концертный, церковный, театральный, киноорган (использовался для озвучивания немых фильмов), ярмарочный, камерный (портативный, салонный) и др.;
- по диспозиции — барочный, французский классический, романтический («симфонический»)[3];
- по количеству мануалов — одномануальный, двух-, трёх- и т. д.

Слово «орган» также обычно уточняется ссылкой на органостроителя (например, «Орган Кавайе-Коля») или торговую марку («Орган Хаммонда»). Некоторые разновидности органа имеют самостоятельные термины: античный гидравлос, портатив, позитив, регаль, фисгармония, шарманка, оркестрион и др.

## История

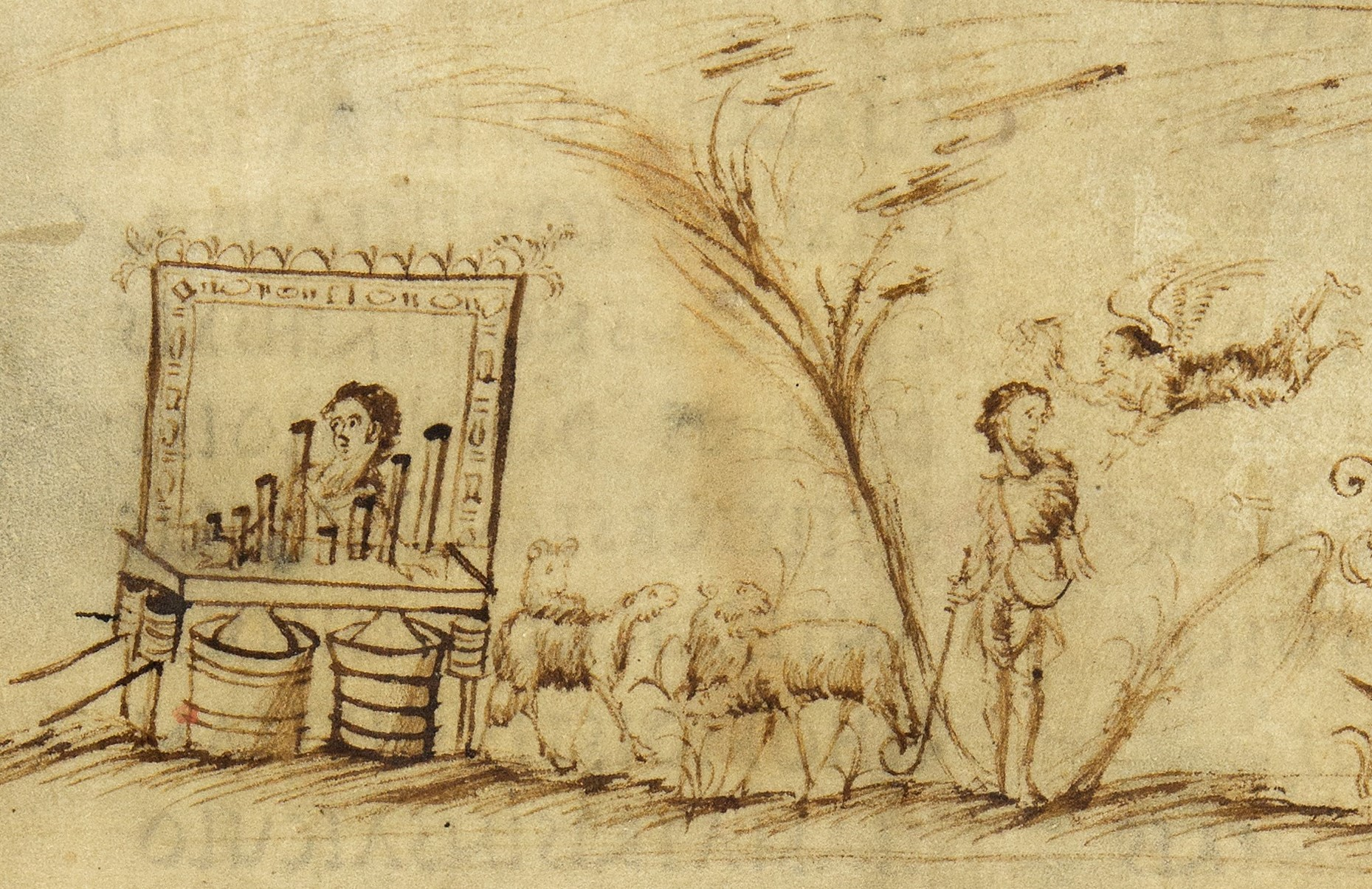
Изображение органа IX века из Утрехтской псалтыри

Орган — один из древнейших музыкальных инструментов. Гуго Риман считал, что родоначальником органа является древняя вавилонская волынка (XIX век до н. э.): «Мех надувался через трубку, а с противоположного конца находился корпус с дудками, имеющими, без сомнения, язычки и по несколько отверстий». Зародыш органа можно видеть также во флейте Пана, китайском шэне и других аналогичных инструментах.
Считается, что орган (водяной орган, гидравлос) изобрёл грек Ктесибий, живший в Александрии Египетской в 285—222 гг. до н. э. Изображение похожего инструмента имеется на одной монете или жетоне времён Нерона[уточнить].
Органы больших размеров появились в IV веке, более или менее усовершенствованные органы — в VII и VIII веках. Папе Виталиану традиция приписывает введение органа в католическое богослужение. В VIII веке Византия славилась своими органами. В 757 г. византийский император Константин V Копроним подарил орган франкскому королю Пипину Короткому. Позже византийская императрица Ирина подарила орган его сыну, Карлу Великому. Орган считался в то время церемониальным атрибутом византийской, а затем и западноевропейской императорской власти. Он звучал, в частности, на коронации Карла Великого.
Искусство строить органы развилось и в Италии, откуда в IX веке они выписывались во Францию. Позднее это искусство развилось в Германии. Повсеместное распространение в западной Европе орган получил начиная с XIV века. Средневековые органы, в сравнении с более поздними, были грубой работы; ручная клавиатура, например, состояла из клавиш шириной от 5 до 7 см, расстояние между клавишами достигало полутора см. Ударяли по клавишам не пальцами, как теперь, а кулаками. В XV веке были уменьшены клавиши и увеличено число труб.
Древнейшим образцом средневекового органа с относительно целостной механикой (трубы не сохранились) считается орган из Норрланды (церковный приход на острове Готланд в Швеции). Этот инструмент обычно датируется 1370—1400 гг., хотя у некоторых исследователей столь ранняя датировка вызывает сомнения. В настоящее время норрландский орган хранится в Национальном историческом музее в Стокгольме.
Самым старым (ок. 1435) действующим органом считается инструмент в базилике Валерской Богоматери в швейцарском Сьоне. Старейшие сохранившиеся немецкие органы находятся в церквах Святого Якоба в Любеке (2-я половина XV века), Святого Николая в Альтенбрухе, Святого Валентина в Кидрихе (оба — рубежа XV—XVI веков). 
В период позднего Возрождения и в эпоху барокко органостроение в западной Европе приобрело невиданный размах. В Италии XVI—XVII веков наиболее известной была династия органостроителей Антеньяти. В последней четверти XVII и в начале XVIII веков около 150 органов создал или реконструировал легендарный органный мастер Арп Шнитгер (1648—1719), который работал преимущественно в Северной Германии и Нидерландах. Выдающийся вклад в немецкое органостроение внесла династия Зильберманов, их главные мастерские находились в Саксонии и Эльзасе. Расцвет деятельности Зильберманов пришёлся на XVIII век.
Композиторы того же периода, которые успешно писали для органа, нередко выступали в качестве консультантов по настройке инструмента (А. Банкьери, Дж. Фрескобальди, И. С. Бах). Такую же функцию выполняли теоретики музыки (Н. Вичентино, М. Преториус, И. Г. Нейдхардт), а некоторые из них (как, например, А. Веркмейстер) выступали даже в качестве официальных экспертов в «приёмке» нового или отреставрированного инструмента.
В XIX веке благодаря, прежде всего, деятельности французского органного мастера Аристида Кавайе-Коля, который задался целью конструировать органы именно таким образом, чтобы они своим мощным и богатым звучанием могли соперничать со звучанием целого симфонического оркестра, стали возникать инструменты ранее небывалого масштаба и мощности звучания, которые иногда называют симфоническими органами.
Многие органы — особенно в больших церквах Германии — были разрушены во время Второй мировой войны в результате бомбардировок, например, в Мюнхене (St. Paul, St. Maximilian, St. Joseph, St. Michael), Карлсруэ (Stadtkirche, St. Bernhard), Саарбрюккене (Friedenskirche, Alte Evangelische Kirche), Мангейме (Lutherkirche), Кёнигсберге (кафедральный собор), Меце (Garnisonskirche), Кёльне (Christi Auferstehung), Магдебурге (кафедральный собор), Нордхаузене (St. Nikolai), Штутгарте (Stiftskirche), Хайльбронне (Kilianskirche), Любеке (кафедральный собор), Дрездене (Kreuzkirche) (более полный список см. в статье Geschichte der Orgel).

## Устройство

### Пульт
Пульт органа («шпильтиш» от нем. Spieltisch или органная кафедра) — пульт со всеми необходимыми для органиста средствами, набор которых в каждом органе индивидуален, но у большинства есть общие: игровые — мануалы и педальная клавиатура (или просто «педаль») и тембровые — включатели регистров. Могут присутствовать также динамические — швеллеры, различные ножные рычаги или кнопки для включения копул и переключения комбинаций из банка памяти регистровых комбинаций и устройство для включения органа. За пультом, на скамье, органист сидит во время исполнения.
- Копула — механизм, с помощью которого включенные регистры одного мануала могут звучать при игре на другом мануале или педали. В органах всегда есть копулы мануалов к педали и копулы к главному мануалу, также почти всегда есть копулы более слабых по звучанию мануалов к более сильным. Копула включается/выключается специальным ножным переключателем с фиксатором или кнопкой.
- Швеллер — устройство, с помощью которого можно регулировать громкость данного мануала, открывая или закрывая створки жалюзи в ящике, в котором расположены трубы этого мануала.
- Банк памяти регистровых комбинаций — устройство в виде кнопок, доступное только в органах с электрической регистровой трактурой, позволяющая запоминать регистровые комбинации, упрощая тем самым переключение регистров (смену общего тембра) во время исполнения.
- Готовые регистровые комбинации — устройство в органах с пневматической регистровой трактурой, позволяющее включать органные регистры или их комбинацию.
- Тутти (от итал. Tutti — все) — кнопка включения всех регистров и копул органа.

#### Мануалы

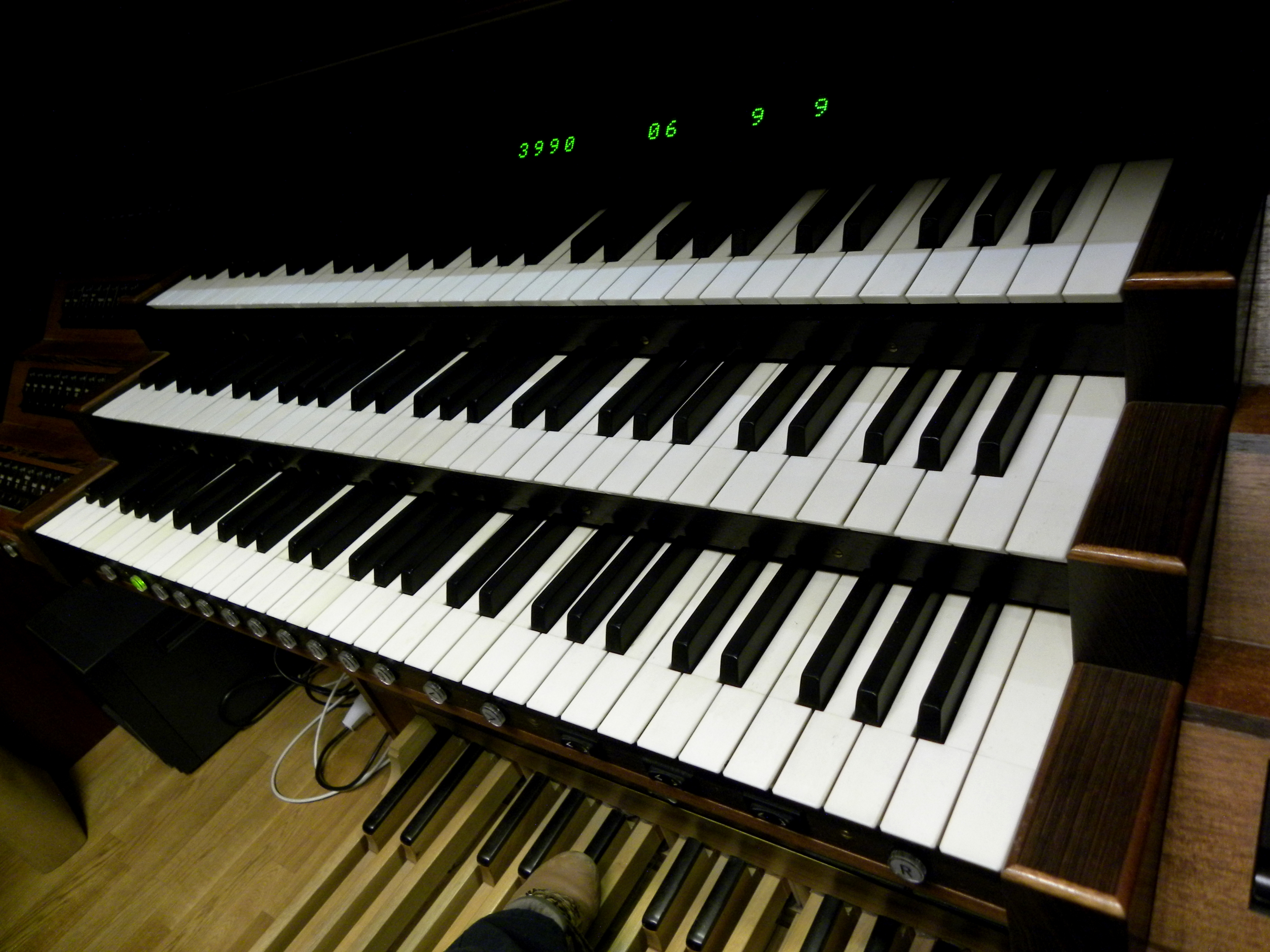
Мануалы органа — клавиатуры для игры руками

Мануал (от лат. manus — рука) — это клавиатура для игры руками.
В настоящее время органы изготавливаются в основном с мануалами диапазоном от С (до большой октавы) до g3 (соль третьей октавы), иногда до f3, a3 или c4. Мануалов в органе от 1 до 7 (обычно 2—4), расположены они в пульте органа террасой, один над другим. Каждый мануал имеет латинскую нумерацию в зависимости от расположения (от нижнего к верхнему — I мануал, II мануал и т. д.), а также собственный набор регистров, от расположения труб в органе которого зависит название самого мануала:
Главный мануал (имеющий самые громкие регистры) — в немецкой традиции называется Hauptwerk (фр. Grand orgue, Grand clavier, голл. Hoofdwerk, англ. Great Organ) и располагается ближе всего к исполнителю, либо во втором ряду, то есть I или II мануал.
Побочные мануалы:
- Oberwerk (менее громкий вариант) (нем. ober — над, сверху) либо Positiv (облегченный вариант) (фр. Positif) — второй по значимости и громкости мануал, трубы этого мануала расположены над трубами Hauptwerk.
- Rückpositiv — трубы этого мануала расположены отдельно от остальных труб органа, обычно за спиной органиста.
- Hinterwerk — трубы расположены в задней части органа,
- Brustwerk — трубы расположены прямо над игровым пультом или по бокам от него,
- Solowerk — с большим количеством сольных регистров.

и др.
Мануалы Oberwerk и Positiv на игровом пульте располагаются над мануалом Hauptwerk, а мануал Rückpositiv — под мануалом Hauptwerk, тем самым воспроизводя архитектурное строение инструмента.
В XVII веке в органостроении появилось новшество — мануал, трубы которого расположены внутри своеобразного ящика, имеющего во фронтальной части вертикальные створки жалюзи, управляемых органистом с помощью особой педали Schweller, или ножного колеса Walze. Створки жалюзи позволяют регулировать громкость. В немецкой традиции эта группа регистров называется Schwellwerk (фр. Recit expressif), она может быть расположена в самой верхней части органа (более распространенный вариант), по бокам от Hauptwerk, под ним или за ним и зачастую за фасадными трубами, так чтобы створки жалюзи были не видны. В современных органах иногда расположена на виду. Мануал Schwellwerk обычно располагается на игровом пульте на более высоком уровне, чем Hauptwerk, Oberwerk, Positiv, Ruckpositiv.
Ряд регистров может не иметь собственного мануала (т. н. floating manuals) и прикрепляться к любому из мануалов при включении соответствующих копул.
Уже в XVIII веке появилась практика использовать частичные «заимствования» из одних мануалов в другие. В первую очередь это касалось педали, большая часть регистров которой не является собственной. Таким образом значительно удешевляется конструкция инструмента. С появлением пневматической, а впоследствии электрической трактур такая практика стала повсеместной в связи с простотой реализации и достигла своего апогея в театральных органах, часто имеющих небольшое количество реальных рядов труб (часто не более десяти), которые могут использоваться на любом из мануалов в любых комбинациях.

#### Педальная клавиатура

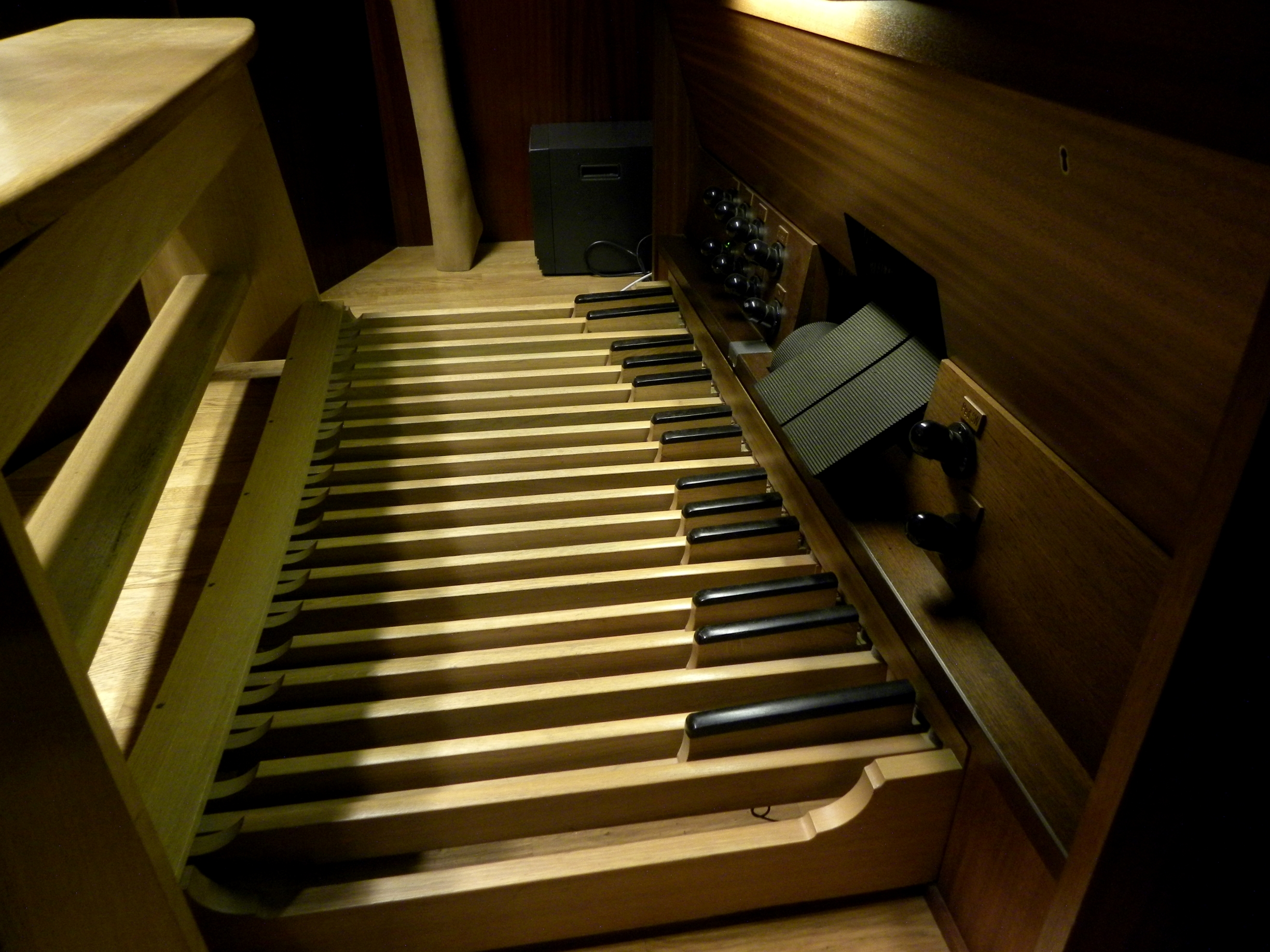
Педальная клавиатура

Педальная клавиатура или просто педаль — это клавиатура, имеющая набор клавиш диапазоном от 5 до 32 (обычно 32, от C до g1 или до f1), с собственным набором регистров преимущественно низких звуков. На органной педали играют, нажимая клавиши каблуком или носком в зависимости от аппликатуры (до XIX века — только носком). Педальная клавиатура бывает прямой или радиальной, вогнутой или прямой. Партию для ног почти всегда пишут на отдельном нотном стане под партией для рук.
Древнейший образец органной педали, как принято считать, сохранился в шведском органе из Норрланды. Фотография педали этого органа опубликована в исследовании Д. Йерсли (2012) Архивная копия от 8 октября 2013 на Wayback Machine.
Первые нотные памятники с органной педалью датированы серединой XV в.:59-61 — это табулатура немецкого музыканта Адама из Илеборга (Adam Ileborgh, ок. 1448) и Буксхаймская органная книга (ок. 1470). Арнольт Шлик в «Spiegel der Orgelmacher» (1511) уже подробно пишет о педали и прилагает свои пьесы, где она весьма виртуозно применяется. Среди них особенно выделяется уникальная обработка антифона Ascendo ad Patrem meum для 10 голосов, из которых 4 поручено педали. Для исполнения этой пьесы требовалась, вероятно, какая-то специальная обувь, позволявшая нажимать одной ногой одновременно две клавиши, отстоящие на расстояние терции:223. В Италии ноты с использованием органной педали появляются намного позже — в токкатах Аннибале Падовано (1604):90-91.

### Регистры
Каждый ряд труб духового органа одинакового тембра составляет как бы отдельный инструмент и называется регистром. Каждая из выдвигаемых или вдвигаемых регистровых рукояток-манубриумов (или электронных выключателей), расположенных на пульте органа над клавиатурами или по бокам от пюпитра, включает или выключает соответствующий ряд органных труб. Если регистры выключены, при нажатии клавиши орган звучать не будет.
Каждая рукоятка соответствует регистру и имеет своё название с указанием высоты тона самой большой трубы этого регистра — футовость, традиционно обозначенную в футах в переводе на регистр Principal. Например, трубы регистра Gedackt — закрытые, и звучат октавой ниже, поэтому такая труба тона «до» субконтроктавы обозначается как 32', при фактической длине в 16'. Язычковые регистры, высота звука которых в первую очередь зависит от длины язычка, а не от высоты трубы, также обозначаются в футах, по длине аналогичной по высоте звучания трубы регистра Principal.
Регистры по ряду объединяющих признаков группируются в семейства — принципалы, флейты, гамбы, аликвоты, микстуры и др. К основным относятся все 32-, 16-, 8-, 4-, 2-, 1-футовые регистры, к вспомогательным (или обертоновым) — аликвоты и микстуры. Каждая труба основного регистра воспроизводит только один звук неизменной высоты, силы и тембра. Аликвоты воспроизводят порядковый обертон к основному звуку, микстуры дают аккорд, который состоит из нескольких (обычно от 2 до дюжины, иногда до полусотни) обертонов к данному звуку.
Все регистры по устройству труб делятся на две группы:
- Лабиальные — регистры с открытыми или закрытыми трубами без язычков. К этой группе принадлежат: флейты (широкомензурные регистры), принципалы и узкомензурные (нем. Streicher — «штрайхеры» или струнные), а также регистры призвуков — аликвоты и микстуры, в которых каждая нота имеет один или несколько (более слабых) обертоновых призвуков.
- Язычковые — регистры, в трубах которых имеется язычок, при воздействии подаваемого воздуха на который возникает характерный звук, схожий по тембру, в зависимости от названия и особенности конструкции регистра, с некоторыми духовыми оркестровыми музыкальными инструментами: гобой, кларнет, фагот, труба, тромбон и др. Язычковые регистры могут располагаться не только вертикально, но и горизонтально — такие регистры составляют группу, которая от фр. chamade называется «шама́да».

Соединение различных видов регистров:
- итал. Organo pleno — лабиальные и язычковые регистры вместе с микстурой;
- фр. Grand jeu — лабиальные и язычковые без микстур;
- фр. Plein jeu — лабиальные с микстурой.

Название регистра и величину труб композитор может обозначить в нотах над тем местом, где данный регистр должен быть применён. Выбор регистров для исполнения музыкального произведения называется регистровкой, а включенные регистры — регистровой комбинацией.
Так как регистры в разных органах разных стран и эпох не одинаковы, то в органной партии они обычно не обозначаются подробно: выписывают над тем или другим местом органной партии только мануал, обозначение труб с язычками или без них и величину труб, а остальное предоставляется на усмотрение исполнителя. Бо́льшая часть нотного органного репертуара не имеет никаких авторских обозначений, касающихся регистровки произведения, так у композиторов и органистов предыдущих эпох существовали свои традиции и искусство сочетания различных тембров органа передавалась устно из поколения в поколение.

### Трубы
Трубы регистров звучат по-разному:
- 8-футовые трубы звучат в соответствии с нотной записью;
- 4- и 2-футовые звучат на одну и две октавы выше соответственно;
- 16- и 32-футовые звучат на одну и две октавы ниже соответственно;
- 64-футовые лабиальные трубы, встречающиеся в наиболее крупных органах мира, звучат на три октавы ниже записи, следовательно, те, что приводятся в действие клавишами педали и мануала ниже контроктавы, издают уже инфразвук;
- закрытые сверху лабиальные трубы звучат октавой ниже открытых.

Для настройки малых открытых лабиальных металлических труб органа используется штимгорн. С помощью этого молоткообразного инструмента завальцовывается или развальцовывается открытый конец трубы. Более крупные открытые трубы настраивают путём вырезания вертикального лоскута металла вблизи или непосредственно из открытого края трубы, который отгибается под тем или иным углом. Открытые деревянные трубы обычно имеют настроечное приспособление из дерева или металла, регулировка которой позволяет настраивать трубу. Закрытые деревянные или металлические трубы настраиваются при помощи регулировки затычки или колпачка на верхнем конце трубы.
Фасадные трубы органа могут играть и декоративную роль. Если трубы не звучат, то их называют «декоративными» или «слепыми» (англ. dummy pipes).

### Трактура
Органная трактура — это система передаточных устройств, функционально соединяющая элементы управления на пульте органа с воздухозапорными устройствами органа. Игровая трактура передаёт движение клавиш мануалов и педали на клапаны конкретной трубы или группы труб в микстуре. Регистровая трактура обеспечивает включение или выключение целого регистра или группы регистров в ответ на нажатие тумблера или движение регистровой рукоятки.
Посредством регистровой трактуры также действует память органа — комбинации регистров, заранее скомпонованные и заложенные в устройство органа — готовые, фиксированные комбинации. Они могут называться как по сочетанию регистров — Pleno, Plein Jeu, Gran Jeu, Tutti, так и по силе звучания — Piano, Mezzopiano, Mezzoforte, Forte. Помимо готовых комбинаций, есть свободные комбинации, которые позволяют органисту выбирать, запоминать и изменять в памяти органа набор регистров по своему усмотрению. Функция памяти имеется не во всех органах. В органах с механической регистровой трактурой она отсутствует.

#### Механическая
Механическая трактура — эталонная, аутентичная и наиболее часто встречающаяся на данный момент, позволяющая исполнять наиболее широкий спектр произведений всех эпох; механическая трактура не даёт феномена «запаздывания» звука и позволяет досконально ощущать положение и поведение воздушного клапана, что даёт возможность наилучшего контроля инструмента органистом и достижения высокой техники исполнения. Клавиша мануала или педали при использовании механической трактуры соединена с воздушным клапаном системой лёгких деревянных или полимерных тяг (абстрактов), валиков и рычагов; изредка в больших старых органах применялась канатно-блоковая передача. Так как движение всех перечисленных элементов осуществляется только усилием органиста, существуют ограничения в размере и характере расположения звучащих элементов органа. В органах-гигантах (более 100 регистров) механическая трактура либо не используется, либо дополняется машиной Баркера (пневматическим усилителем, помогающим нажимать на клавиши; таковы французские органы начала XX века, например, Большого зала Московской консерватории и церкви Сен-Сюльпис в Париже). Механическая игровая обычно сочетается с механической регистровой трактурой и виндладой системы шлейфладе.

#### Пневматическая
Пневматическая трактура — наиболее распространённая в романтических органах — с конца XIX века до 20-х годов XX века; нажатие клавиши открывает клапан в управляющем воздуховоде, подача воздуха в который открывает пневматический клапан конкретной трубы (при использовании виндлад шлейфладе, встречается исключительно редко) либо целого ряда труб одного тона (виндлады кегельладе, характерные для пневматической трактуры). Позволяет строить огромные по набору регистров инструменты, так как не имеет силовых ограничений механической трактуры, однако имеет феномен «запаздывания» звука. Это делает зачастую невозможным исполнение технически сложных произведений, особенно во «влажной» церковной акустике, учитывая то, что время задержки звучания регистра зависит не только от удалённости от пульта органа, но и от его размера труб, наличия в трактуре реле, ускоряющих срабатывание механики за счёт освежения импульса, конструктивных особенностей трубы и используемого типа виндлады (практически всегда это — кегельладе, иногда — мембраненладе: работает на выброс воздуха, исключительно быстрое срабатывание). Кроме того, пневматическая трактура разобщает клавиатуру с воздушными клапанами, лишая органиста ощущения «обратной связи» и ухудшая контроль над инструментом. Пневматическая трактура органа хороша для исполнения сольных произведений периода романтизма, сложна для игры в ансамбле, и далеко не всегда подходит для музыки барокко и современности. Известнейший образец исторического инструмента с пневматической трактурой — орган Домского кафедрального собора в Риге.

#### Электрическая
Электрическая трактура — широко используемая в XX веке трактура, с прямой передачей сигнала от клавиши к электромеханическому реле открытия-закрытия клапана посредством импульса постоянного тока в электрической цепи. В настоящее время[какое?] всё чаще вытесняется механической. Это единственная трактура, не ставящая никаких ограничений по количеству и расположению регистров, а также размещению пульта органа на сцене в зале. Позволяет располагать группы регистров в разных концах зала (например, огромный орган фирмы братьев Руфатти в кафедральном соборе Кристалл в Гарден-Гроув, Калифорния, США), управлять органом с неограниченного количества дополнительных пультов (крупнейший в мире орган концертного зала Бродуок в Атлантик-сити имеет рекордный стационарный шпильтиш с семью мануалами и передвижной — с пятью), исполнять музыку для двух и трех органов на одном органе, а также ставить пульт в удобное место в оркестре, с которого будет хорошо видно дирижёра (как, например, орган фирмы Ригер-Клосс в концертном зале им. П. И. Чайковского в Москве). Позволяет соединять несколько органов в общую систему, а также даёт уникальную возможность записи исполнения с последующим воспроизведением без участия органиста (одним из первых получил такую возможность орган Собора Парижской Богоматери в ходе реконструкции 1959 года). Недостаток электрической трактуры, как и пневматической, — разрыв «обратной связи» пальцев органиста и воздушных клапанов. Кроме того, электрическая трактура может давать задержку звука за счёт времени срабатывания электрических реле клапанов, а также коммутатора-распределителя (в современных органах это устройство электронное и, в сочетании с надёжными оптоволоконными кабелями, задержки не даёт; в инструментах первой половины и середины XX века оно нередко было электромеханическим). А по сложности устройства и ремонта, весу и стоимости нередко превосходит механическую и даже пневматическую. Электромеханические реле при срабатывании часто дают дополнительные «металлические» звуки — щелчки и стук, которые, в отличие от аналогичных «деревянных» призвуков механической трактуры, совсем не украшают звучание произведения. В некоторых случаях электрический клапан получают самые большие трубы в остальном полностью механического органа (например, в новом инструменте фирмы «Hermann Eule» в Белгороде), что обусловлено необходимостью при большом расходе воздуха трубой сохранять площадь механического вентиля, и как следствие игровые усилия, в басу в приемлемых рамках. Шум может издавать и регистровая электрическая трактура при смене регистровых комбинаций. Пример органа с механической игровой трактурой и при этом достаточно шумной регистровой трактурой — швейцарский орган фирмы «Kuhn» в Католическом соборе в Москве.

#### Другие
- Смешанная трактура — сочетание нескольких видов трактур в одном органе. Механическая чаще всего отвечает за соответствующие мануалам Ruckpositiv и Hauptwerk части органа, а пневматическая — за более удалённые от пульта Schwellwerk, Oberwerk и Hinterwerk. Недостатки такого сочетания трактур при игре на органе очевидны[кому?], особенно в копуле, однако в некоторых специфических случаях, до появления надёжных электрических трактур, при недостатке места и больших размерах органа такая трактура была неизбежна. Пример подобной комбинации — бывший орган Малого зала им. А. К. Глазунова Санкт-Петербургской консерватории.[19] Своеобразный образец смешанной трактуры представляет орган концертного зала Мариинского театра: обладая механической трактурой, он имеет основной стационарный шпильтиш, вмонтированный в корпус инструмента, а также дополнительный передвижной шпильтиш, полностью дублирующий основной по набору элементов, и связанный с основным посредством радиосвязи. По исполнительским качествам использование передвижного шпильтиша превращает фактическую механическую трактуру в электрическую (см. выше).
- Электропневматическая трактура — вариант пневматической трактуры, в которой, вместо управляющих воздуховодов, имеется электрическая цепь от клавиши к пневматическому клапану. Новые органы с такой трактурой — редкость. В СССР этот тип трактуры часто получали пневматические органы романтического периода, подвергшиеся капитальному ремонту и реконструкции — для упрощения и удешевления их проведения. Пример такого рода реконструкции чешской фирмой Ригер-Клосс — орган Капеллы имени Глинки в Санкт-Петербурге, в настоящее время полностью восстановленный в первоначальном виде немецкой фирмой Герман Ойле.
- Электромеханическая (комбинированная) трактура — наиболее распространённой в настоящее время вариант трактуры для крупных инструментов. Она совмещает высокие музыкально-исполнительские качества прямого механического управления клапанами труб с удобствами электрического управления регистрами.

## Крупнейшие органы мира

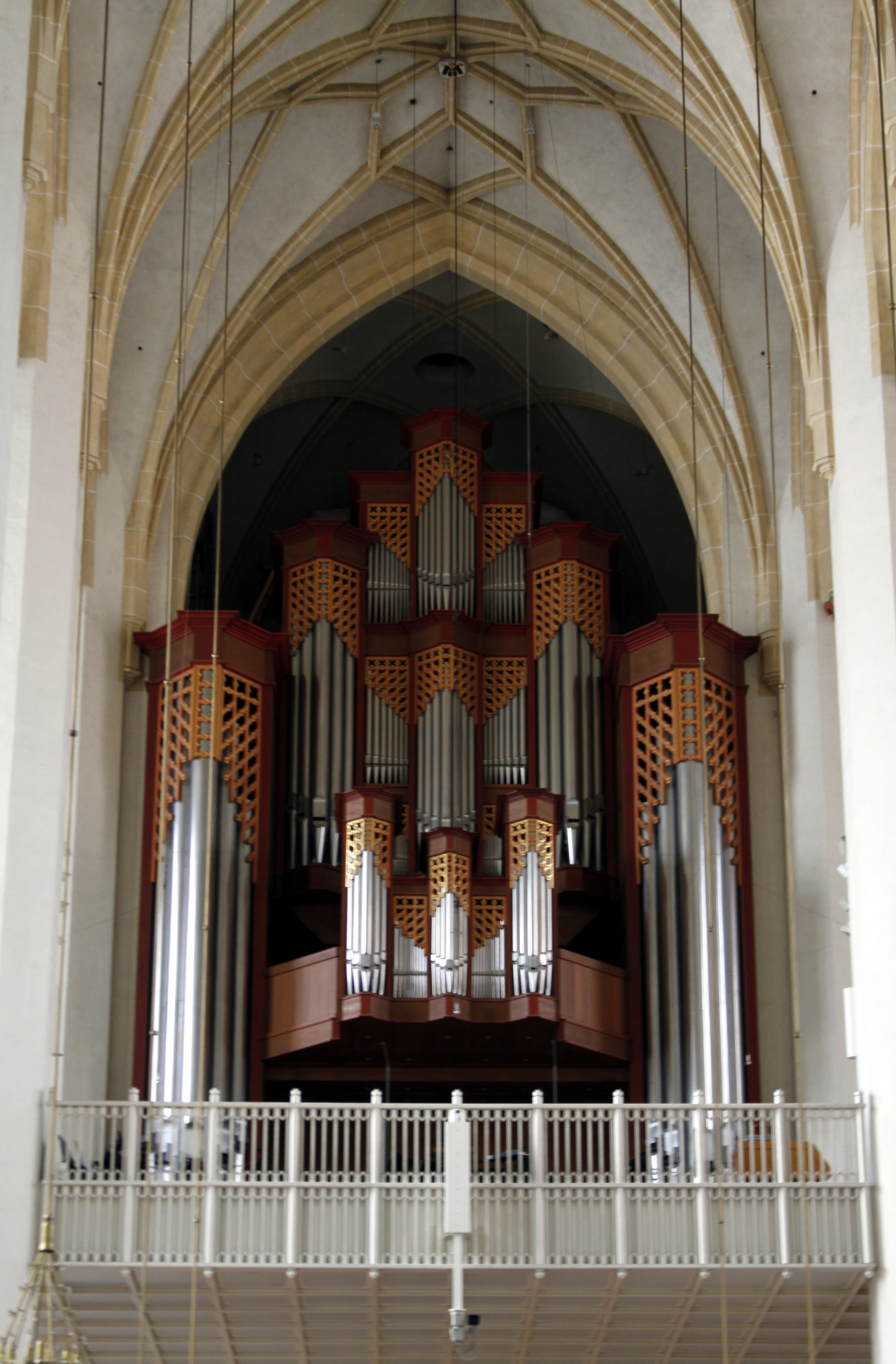
Орган в церкви Богородицы в Мюнхене

Орган концертного зала Бордуок (Атлантик-Сити, США) — самый большой и самый громкий среди когда-либо созданных музыкальных инструментов. Имеет 7 мануалов, 455 регистров и 33 112 труб. Он имеет самый широкий в мире тембровый набор, самые большие и тяжёлые трубы и наибольшее рабочее давление в системе подачи воздуха. Главный пульт органа оснащён семью мануалами, второй передвижной пульт имеет пять мануалов, что позволяет управлять большей частью огромного инструмента на расстоянии. Длина самой большой трубы составляет 64 фута (около 18 метров). Вследствие того, что дерево не выдерживает подобных нагрузок, трубы такой длины изготовлены из железобетона. Орган был повреждён тропическим циклоном ещё в 1944 году и с тех пор используется лишь частично. К 2019 году восстановлено около 50 % регистров.
Орган Уонамейкера — крупнейший действующий духовой орган мира. Имеет 6 мануалов, 451 регистр и 30 067 труб. Этот орган был построен в Лос-Анджелесе для Всемирной выставки 1904 года в Сент-Луисе и с тех пор неоднократно реконструировался для увеличения мощности. Ныне инструмент находится в Большом холле торгового центра «Macy’s» в Филадельфии.
Крупнейший орган Европы — Большой орган кафедрального собора Св. Стефана в Пассау, построенный немецкой фирмой «Stenmayer & Co» (1993). Имеет 5 мануалов, 229 регистров, 17 774 трубы. Считается четвёртым по величине действующим органом в мире.
До недавнего времени крупнейшим в мире органом с полностью механической игровой трактурой (без применения электронного и пневматического управления) был орган собора св. Троицы в Лиепае (4 мануала, 131 регистр, более 7 тысяч труб), однако, в 1979 году в большом концертном зале центра исполнительских искусств Сиднейского оперного театра был установлен орган, имеющий 5 мануалов, 125 регистров и около 10 тысяч труб. Ныне он считается крупнейшим (с механической трактурой).
Главный орган Кафедрального собора в Калининграде (4 мануала, 90 регистров, около 6,5 тысяч труб) является самым большим органом в России.
В Москве самым большим по количеству регистров и звуковому диапазону является орган Московского международного Дома музыки (4 мануала, 84 регистра), это единственный в России орган, имеющий регистры 64 фута в педали и 32 фута на главном мануале, а также три 32-футовых регистра в педали, из которых 2 имеют полную длину открытых труб (более 10 м). Совсем немного по количеству регистров ему уступает орган Концертного зала «Зарядье» (4 мануала, 82 регистра), однако его звуковой диапазон меньше.

## Экспериментальные органы
Органы оригинальной конструкции и настройки разрабатывались начиная со второй половины XVI века, как, например, архиорган итальянского теоретика музыки и композитора Н. Вичентино. Однако широкого распространения такие органы не получили. Ныне они выставляются как исторические артефакты в музеях музыкальных инструментов наряду с другими экспериментальными инструментами прошлого.
В филиппинском городе Лас-Пиньяс (в церкви Св. Иосифа) в 1821 году был спроектирован и в 1822 году установлен уникальный орган «арагонского типа»[уточнить], в конструкции которого использовано около 900 бамбуковых труб.
В XX веке нидерландским физиком А. Фоккером был разработан инструмент с несколькими клавиатурами и необычной настройкой, который получил название Фоккер-орган.
Существуют и другие экзотические разновидности органа, как, например, паровой орган, ярмарочный орган, «гидравлофон» и даже (хорватское) архитектурное сооружение под названием «Морской орган».

## Применение
Орган используется в богослужениях католиков и протестантов как аккомпанирующий и (реже) сольный инструмент. В современной исполнительской практике интерьер церкви рассматривается в некотором смысле как декорированный концертный зал; в таких «залах» устраиваются концерты различного рода музыки, в которой наряду с другими инструментами используется и орган. Органы устанавливаются в специализированных концертных залах, как правило, напротив партера, вдоль стены, ограничивающей эстраду (например, в Большом зале Московской консерватории и в Светлановском зале Московского международного Дома музыки). Иногда органы «прячут» в специальных нишах за стеной сцены (например, в московском концертном зале «Зарядье»). Орган нередко используется не только как сольный, но и как ансамблевый и аккомпанирующий инструмент, в сочетании с другими инструментами камерного ансамбля, оркестром, вокалистами и хором, используется в различных кантатно-ораториальных музыкальных жанрах, редко — в оркестровых произведениях (Восьмая симфония Г. Малера, «Так говорил Заратустра» Р. Штрауса) и операх. В практике аутентичного исполнительства на органе (наряду с другими клавишными инструментами) реализуется партия basso continuo.

## Композиторы
Некоторые композиторы, сочинявшие органную музыку:
- Шарль Валантен Алькан
- Иоганн Себастьян Бах
- Марко Энрико Босси
- Леон Боэльман
- Иоганнес Брамс
- Антон Брукнер
- Дитрих Букстехуде
- Луи Вьерн
- Шарль Мари Видор
- Андреа Габриели
- Георг Фридрих Гендель
- Александр Гильман
- Николя де Гриньи
- Марсель Дюпре
- Ромуальд Зентарский
- Антонио де Кабесон
- Зигфрид Карг-Элерт
- Иоганн Людвиг Кребс
- Жак Николя Лемменс
- Ференц Лист
- Винсент Любек
- Феликс Мендельсон-Бартольди
- Густав Адольф Меркель
- Клаудио Меруло
- Оливье Мессиан
- Феличе Моретти
- Вольфганг Амадей Моцарт
- Сигизмунд фон Нейком
- Феликс Нововейский
- Иоганн Пахельбель
- Генри Пёрселл
- Макс Регер
- Иоганн Адам Рейнкен
- Камиль Сен-Санс
- Микаэл Таривердиев
- Габриэль Форе
- Сезар Франк
- Джироламо Фрескобальди
- Иоганн Якоб Фробергер
- Доменико Циполи
- Микалоюс Константинас Чюрлёнис
- Олег Янченко